# Lodovico Isolani
Giovanni Lodovico Isolani (Gorizia, 1586 – Vienna, marzo 1640) è stato un generale italiano, a capo della cavalleria croata nella Guerra dei Trent'anni. Ha servito quattro imperatori tedeschi e ha partecipato a quattro grandi battaglie della Guerra dei Trent'anni. Le sue truppe erano note per i loro crimini contro la popolazione civile.

## Le origini e l'avvio della carriera militare
Isolani proveniva da una famiglia comitale bolognese e - come suo padre, Ettore, prima di lui - cominciò, giovanissimo a Cipro, la carriera militare a servizio dell'imperatore. Combatté dal 1600-1606 in Croazia contro i Turchi. Nel 1602 fu imprigionato, ma riuscì a fuggire e si rifugiò in Transilvania. Sulla vita di Lodovico Isolani dopo la pace di Zsitvatorok nel 1606 non è pervenuto nulla, ma probabilmente prestava servizio come soldato in Ungheria.

## Servizio sotto Wallenstein
Nella guerra dei trent'anni, ha servito inizialmente Ferdinando II, probabilmente con il grado di capitano, e ha partecipato alla battaglia della Montagna Bianca e alla campagna militare nel Palatinato, dove probabilmente si trovava tra i conquistatori di Heidelberg, sotto il comando di Tilly. Su raccomandazione del Wallenstein l'imperatore Ferdinando II, il 22 giugno 1625, mise sotto il comando di Isolani un reggimento di cavalleria leggera forte di 600 soldati croati.
La cavalleria leggera non era destinata ad essere utilizzata sulla linea di battaglia, ma doveva proteggere i fianchi alle colonne in marcia, esplorare il territorio e spiare le truppe nemiche, attaccare le linee di rifornimento del nemico e terrorizzare la popolazione delle aree protestanti. Con il suo nuovo incarico il colonnello di cavalleria Isolani riempì di soddisfazione Wallenstein. Nell'aprile del 1626, si guadagnò nella Battaglia del Ponte di Dessau la gratitudine di Wallenstein per i suoi sforzi nell'attacco sul fianco guidato dal conte Schlick. Successivamente inseguì Ernst von Mansfeld sconfitto, fino a quando non morì alla fine di novembre in Bosnia. Nell'estate del 1627 i cavalleggeri di Isolani con le truppe di Pappenheim conquistarono la città di Wolfenbüttel, nel 1628 combatterono sotto Jean de Merode in Pomerania contro le truppe danesi prima che si ritirassero di nuovo nello Jutland.
Dopo la destituzione di Wallenstein nel 1630 Isolani combatté sotto il comando dei Conti Ernesto e Torquato Montecuccoli con scarso successo contro le truppe svedesi. All'inizio 1632 Lodovico è stato nominato Generale di tutti i Croati da Wallenstein che gli comandò l'arruolamento di altri mercenari croati. L'anno successivo la cavalleria di Isolani riportò numerose vittorie contro Gustavo Adolfo. Nell'estate Isolani avrebbe dovuto unirsi alle truppe di Enrico Holk, per muovere guerra contro il principe elettore di Sassonia, Johann Georg I. Sulla strada per Holk Isolani, tuttavia, fu sorpreso vicino a Coburg da Bernardo di Sassonia-Weimar e sconfitto in una breve scaramuccia. Comunque i Croati devastarono il Circondario del Vogtland e la città di Meißen.
Nella Battaglia di Lützen (1632) Isolani si distinse insieme alla sua cavalleria impegnando e spiando il nemico con scaramucce e avvertendo Wallenstein dell'attacco svedese, in modo che si potesse preparare facendo perdere a Gustavo Adolfo l'elemento sorpresa. Nella battaglia comandò 2.200 soldati sull'ala sinistro fino all'arrivo di Pappenheim. Quando Pappenheim fu ferito e gli Imperiali tornarono sulla difensiva, Isolani riuscì a eludere il fianco destro e attaccare la seconda linea svedese. Questa azione indebolì gli svedesi e contribuì alla indeterminatezza della battaglia. Nel 1633, lo si vide impegnato in numerose scaramucce in Sassonia e Slesia.

## Dopo la morte di Wallenstein
Nel 1634 Isolani è a Pilsen, e dopo la sua morte ricevette in eredità da Wallenstein il feudo di Aicha-Friedstein e il titolo di Graf. Isolani portò le truppe croate in Turingia nei pressi della Salzungen e la Rhön come è testimoniato nei registri della comunità parrocchiale e Tiefenort Frankenheim / Rhön. In quel tempo la peste imperversava in quella parte del paese.
Successivamente combatté la battaglia di Nördlingen. Dopo la battaglia Isolani con i suoi Croati inseguì l'avversario dell'imperatore Bernardo di Sassonia-Weimar e il generale svedese Gustav Horne devastò il Württemberg che era protestante.
Isolani riuscì a prendere prigioniero Horn, ma Bernardo di Weimar riuscì a fuggire.
Dopo aver combattuto nella battaglia di Nördlingen, nel 1636, segue Gallas nella regione della Piccardia e in Borgogna. Nel 1637 il conte Isolani fu di nuovo attivo in Assia sotto il comando di Johann von Werth; infine,tra il 1638 e il 1639, fu di nuovo in Pomerania e nell'Alto Reno contro Bernardo di Weimar e il maresciallo Jean Baptiste de Budes Guébriant.
Il Conte Giovanni Lodovico Graf von Isolani trascorse l'inverno 1639/40 a Vienna, dove morì nel marzo 1640.

## Curiosità
Il Conte Isolani svolge un ruolo importante nel dramma storico di Friedrich Schiller I Piccolomini. Il suo nome è noto principalmente grazie ai due versi di apertura di questo dramma:
Spät kommt Ihr – Doch Ihr kommt! Der weite Weg,
Graf Isolan, entschuldigt Euer Säumen.
Questi versi sono pronunciati dal Illo, che ha anche un ruolo reale nella storia della guerra dei Trent'anni.